# Agnes Tirop
Agnes Tirop, född 23 oktober 1995 i Uasin Gishu, Kenya, död 13 oktober 2021 i Iten, Kenya, var en kenyansk långdistanslöpare. Den 21 september 2021 satte hon ett nytt världsrekord på 10 000 meter för damer med 30:01 

## Karriär
Agnes Tirop blev känd på nationell nivå 2012, när hon vid de kenyanska mästerskapen blev tvåa efter världsmästaren för juniorer Faith Kipyegon. Hon var Kenyas mest framstående deltagare på 5000 meter vid junior-VM i friidrott 2012, och tog en bronsmedalj med ett personbästa på 15:36,74, hon blev även tvåa vid de kenyanska mästerskapen 2013.
Hon gjorde stora framsteg 2013 och satte personligt rekord på 8:39,13 på 3000 meter och 14:50,36 på 5000 meter, och även ett personrekord på halvmaraton på 71:57.
Vid junior-VM i friidrott 2014 var hon trea på 5000 m. 2015 var hon inte längre junior, och vann sitt första seniorlopp, Eldoret Discovery Cross Country i Kenya.

Denna tävling var Agnes Tirops internationella seniordebut, och hon var den fjärde yngsta i startfältet, hon tog guldet cirka fem sekunder före Etiopiens Senbere Teferi.
Detta gjorde 19-åringen till den näst yngsta vinnaren av den titeln i mästerskapshistorien efter Zola Budds vinst 1985, och gav henne även Kenyas 300:e medalj vid tävlingen.
Hon vann vid friidrotts-VM 2017 i London brons på 10 000 meter, 31:03.50, hennes personbästa på distansen. Hon vann även brons vid friidrotts-VM 2019 på samma distans.
2018 vann hon "World 10K Bangalore Race" på en banrekordtid. Vid de försenade Olympiska sommarspelen 2020 kom Tirop fyra på 5000 meter. 2019 vann hon damernas 5000 meterslopp under Diamond League-tävlingarna på Stockholms stadion. 
När hon mördades 2021 var hon världsrekordhållare på 10 000 meter för kvinnor. I sin sista tävling i oktober samma år kom hon tvåa vid Giants Geneva-loppet bakom Kalkidan Gezahogne med tiden 30:20.
Agnes Tirop hittades död med ett flertal sticksår i sitt hem i Iten den 13 oktober 2021.  Ett sökande började efter Tirops man, Emmanuel Rotich, efter att han ringt sin familj och bett om förlåtelse för något han hade gjort. Han arresterades  efter en lång biljakt när han försökte fly landet, och förhördes om Tirops död.  Vid Agnes Tirops begravning deltog i ca 1 000 personer, och hon begravdes i sin hemstad Iten. 